# Lepidhoyas
 (novembre 2021).
Genre
Lepidhoyas (« écailles de Las Hoyas ») est un genre éteint de poissons osseux à nageoires rayonnées. Ces espèces étaient carnivores et vivaient le long des fleuves et lacs d'Europe du Crétacé inférieur.
Lepidhoyas a été initialement décrit comme une nouvelle espèce de Lepidotes, Lepidotes microrhis, par Sylvie Wenz (d) en 2003, mais Francisco José Poyato-Ariza (d) et Hugo Martín-Abad (d) ont démontré en 2016 que Lepidotes microrhis n'est pas un congénère de l'espèce type Lepidotes et ont érigé le nouveau nom Lepidhoyas pour cela,